# Buster (Winnie l'ourson)
Pour les articles homonymes, voir Buster.
Buster est un chien de fiction faisant partie de l'univers de Winnie l'ourson. Contrairement aux personnages principaux, il n'a pas inventé par Alan Alexander Milne mais a fait sa première apparition dans la  série d'animation Mes amis Tigrou et Winnie (2007-2010). Il vit avec sa maîtresse Darby dans la Forêt des rêves bleus.
Buster est un petit chien blanc aux oreilles brunes, de type terrier, loyal, espiègle et plein d’énergie. Il accompagne souvent Darby et ses amis dans leurs enquêtes au sein de la "Super détective team". Il ne parle pas, contrairement aux autres personnages anthropomorphes, mais s’exprime par des aboiements et des mimiques.
Bien qu’il n’apparaisse que dans cette série télévisée, Buster joue un rôle crucial dans le développement des aventures, apportant une touche de réalisme et d’ancrage émotionnel dans l’univers autrement fantaisiste de Winnie l’Ourson.
l est à noter que "Mes amis Tigrou et Winnie" introduit plusieurs éléments nouveaux à la franchise classique, visant à s’adresser à une génération plus jeune tout en élargissant l’univers original.